# Kovarikia angelena
Espèce
Synonymes
- Uroctonus angelenus Gertsch & Soleglad, 1972
- Pseudouroctonus angelenus (Gertsch & Soleglad, 1972)

Kovarikia angelena est une espèce de scorpions de la famille des Vaejovidae.

## Distribution
Cette espèce est endémique de Californie aux États-Unis. Elle se rencontre dans les comtés de Los Angeles et de Ventura dans les monts Santa Monica.

## Description
Le mâle holotype mesure 30,8 mm.

## Systématique et taxinomie
Cette espèce a été décrite sous le protonyme Uroctonus angelenus par Gertsch et Soleglad en 1972. Elle est placée dans le genre Vaejovis par Stahnke en 1974, dans le genre Pseudouroctonus par Stockwell en 1992 puis dans le genre Kovarikia par Soleglad, Fet et Graham en 2014.

## Étymologie
Son nom d'espèce lui a été donné en référence au lieu de sa découverte, Los Angeles.

## Publication originale
- Gertsch & Soleglad, 1972 : « Studies of North American scorpions of the genera Uroctonus and Vejovis. » Bulletin of the American Museum of Natural History, no 148, p. 549–608 (texte intégral).